# Старомиропільська сільська рада
Старомиропільська сільська рада (Старо-Миропільська сільська рада) — колишня адміністративно-територіальна одиниця та орган місцевого самоврядування у Дзержинському (Миропільському, Романівському) районі Волинської округи, Вінницької та Житомирської областей Української РСР з адміністративним центром у селі Старий Миропіль.

## Населені пункти
Сільській раді на час ліквідації були підпорядковані населені пункти:
- с. Старий Миропіль;
- х. Перше Травня.

## Населення
Кількість населення ради, станом на 1923 рік, становила 1 739 осіб, кількість дворів — 380.

## Історія та адміністративний устрій
Створена 1923 року в с. Старий Миропіль Миропільської волості Полонського повіту Волинської губернії. 7 березня 1923 року включена до складу новоутвореного Миропільського (згодом — Романівський, Дзержинський) району Житомирської (згодом — Волинська) округи. Станом на 1 жовтня 1941 року у підпорядкуванні числився хутір Перше Травня.
Станом на 1 вересня 1946 року сільська рада входила до складу Дзержинського району Житомирської області, на обліку в раді перебували с. Старий Миропіль та х. Першого Травня.
Ліквідована 11 серпня 1954 року, відповідно до указу Президії Верховної ради Української РСР «Про укрупнення сільських рад по Житомирській області», територію та населені пункти ради приєднано до складу Новомиропільської сільської ради Дзержинського району.